# Sun Records
Sun Records američka je diskografska kuća koju je 27. ožujka 1952. godine u Memphisu, Tennesseeju osnovao Sam Phillips.
Sun Records bio je poznat po tome što je poznatim glazbenicima kao što su Elvis Presley, Carl Perkins, Roy Orbison i Johnny Cash ponudio prve ugovore za snimanje pjesama te tako pomogao u razvoju njihovih karijera. Prije toga, Sun Records bio je poznat zbog snimanja glazbe koju su izvodili afro-američki glazbenici. Producent Sun Recordsa Jack Clement otkrio je i snimio izvedbu Jerryja Leeja Lewisa dok je vlasnik tvrtke Sam Phillips bio na putovanju na Floridu.